# Шишано
Шишано (итал. Scisciano) је насеље у Италији у округу Напуљ, региону Кампанија.
Према процени из 2011. у насељу је живело 4209 становника. Насеље се налази на надморској висини од 35 м.

## Становништво
| 1931. | 1936. | 1951. | 1961. | 1971. | 1981. | 1991. | 2001. | 2011. |
| ----- | ----- | ----- | ----- | ----- | ----- | ----- | ----- | ----- |
| 2.716 | 2.898 | 3.461 | 3.525 | 3.614 | 3.978 | 4.390 | 4.881 | 5.775 |